# Chrustalnyj
Chrustalnyj (ukrainska: Хрустальний), före 2016: Krasnyj Lutj (ukrainska: Красний Луч, ryska: Красный Луч) är en stad i Luhansk oblast i östra Ukraina. Staden ligger cirka 56 kilometer sydväst om Luhansk. Chrustalnyj beräknades ha 79 533 invånare i januari 2022.
Under de proryska protesterna i Ukraina 2014 intogs staden av proryska separatister.